# Ямашурма
Ямашурма́ (тат. Ямаширмә чув.Яма çырми) — село в Высокогорском районе Республики Татарстан, административный центр Ямашурминского сельского поселения.

## География
Деревня находится на левом притоке реки Казанка, в 18 км к северо-востоку от районного центра, посёлка железнодорожной станции Высокая Гора.

## Название
Слово происходит из чувашского языка как "Яма Çырма" - "Частый Овраг (Яр)" , çыр(ма) типичный чувашизм от общетюркского слова "яр" - овраг, где начальная "й" в йар, заменяется на "ç" в çыр. Яма (Йăм) - «густой», «частый», «сильный» а так же "Ям" - курение, перегонка дегтя, буквально овраг для перегонки дёгтя. 

## История
Село известно с 1565-1567 годов как деревня Емашурмская.  
В XVIII — первой половине XIX веков жители относились к категории государственных крестьян. Занимались земледелием, разведением скота, пчеловодством, лыко-мочальным промыслом, извозом (доставкой товаров в Уфимскую губернию). 
В «Списке населенных мест по сведениям 1859 года», изданном в 1866 году, населённый пункт упомянут как казённая деревня Ямашурма 1-го стана Казанского уезда Казанской губернии. Располагалась по правую сторону Сибирского почтового тракта, при речке Ямашурминке, в 42 верстах от уездного и губернского города Казань и в 20 верстах от становой квартиры во владельческой деревне Пермяки (Богородское). В деревне, в 143 дворах проживали 1271 человек (663 мужчины и 608 женщин), были 2 мечети.
В начале XX века в селе функционировали 2 мечети (построены в 1834 и 1852 годах), медресе, земская школа, кузница, 2 мануфактурные, 2 бакалейные лавки. В этот период земельный надел сельской общины составлял 2509,4 десятины. 
До 1920 года село входило в Чепчуговскую волость Казанского уезда Казанской губернии. С 1920 года в составе Арского кантона ТАССР. С 10 августа 1930 года в Арском, с 10 февраля 1935 года в Высокогорском, с 1 февраля 1963 года в Пестречинском, с 12 января 1965 года в Высокогорском районах.

## Население
| 1782 | 1859 | 1897 | 1908 | 1920 | 1926 | 1938 | 1949 | 1958 | 1970 | 1989 | 2002 | 2010 |
| ---- | ---- | ---- | ---- | ---- | ---- | ---- | ---- | ---- | ---- | ---- | ---- | ---- |
| 300  | 1599 | 1610 | 1793 | 1811 | 1796 | 1432 | 1210 | 1138 | 1089 | 1062 | 1096 | 1126 |

Национальный состав села: татары.

## Известные уроженцы, жители
Амина Каримовна Сафиуллина — первый диктор татарского телевидения.

## Экономика

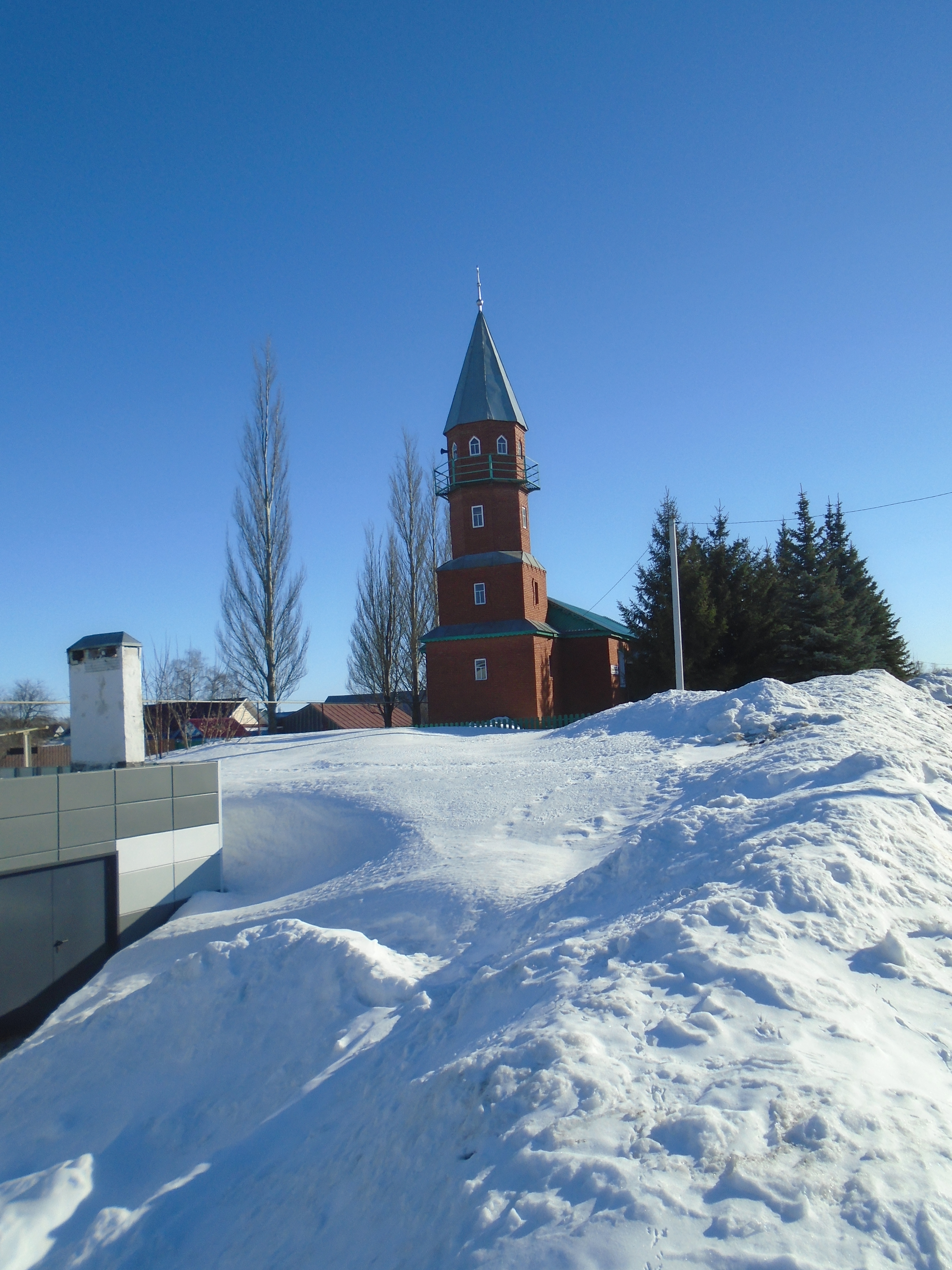
Мечеть в Ямашурме

Жители занимаются в основном молочным скотоводством, пчеловодством,свиноводством; в селе функционирует цех ООО «Туран» по пошиву татарских национальных костюмов и головных уборов, 6 продуктовых и 1 хозяйственный магазин, частные хозяйства и фермы. .

## Объекты образования и культуры
Средняя школа, дом культуры, библиотека, ФАП, детский сад, страусиная ферма .

## Религиозные объекты
Мечеть.